# Alla Iljinitschna Romantschuk
Alla (Albina) Iljinitschna Romantschuk (russisch Алла (Альбина) Ильинична Романчук; * 15. Januar 1942 in Mariinsk) ist eine sowjetische bzw. russische Byzantinistin und Hochschullehrerin.

## Leben
Romantschuk studierte 1962–1967 in Swerdlowsk an der Gorki-Universität des Uralgebiets (UrGU) in der Historischen Fakultät. Es folgte die Aspirantur bei Michail Sjusjumow.
Von 1969 bis 1999 leitete Romantschuk die Archäologische Krim-Expedition der UrGU, die unter ihrer Leitung die Ausgrabungen in der Taurischen Chersones und deren Umgebung durchführte. 1972 verteidigte sie ihre Dissertation über die byzantinische Provinzstadt in der Zeit der Dunklen Jahrhunderte anhand archäologischer Daten der Chersones des 7. bis 1. Hälfte des 9. Jahrhunderts mit Erfolg für die Promotion zur Kandidatin der historischen Wissenschaften.
Romantschuk lehrte an der UrGU und wurde 1978 zur Dozentin am Lehrstuhl für Geschichte der Alten Welt und des Mittelalters ernannt. Sie verteidigte 1991 ihre Doktor-Dissertation über die Topografie der byzantinischen Stadt als historische Quelle anhand der Chersones-Daten mit Erfolg für die Promotion zur Doktorin der historischen Wissenschaften. Ab 1991 leitete sie den Lehrstuhl für Archäologie der UrGU (bis 2001). 1992 folgte die Ernennung zur Professorin. Sie hielt Vorlesungen an den Universitäten Mainz, Leipzig und Sofia. 1995 war sie Koordinatorin des UrGU-Projekts Byzantinistik und byzantinische Stadt-Archäologie im Rahmen des EU-Förderprogramms TEMPUS TACIS. Die Geschichte der byzantinischen Chersones ist ihr Forschungsschwerpunkt geblieben.

## Ehrungen, Preise
- Makarius-Preis der Russisch-Orthodoxen Kirche (2009)
- Ehrenarbeiterin der Höheren Berufsausbildung der Russischen Föderation